# Ellen Trane Nørby
Ellen Trane Nørby (Herning, 1º febbraio 1980) è una politica danese, dal novembre 2016 al 27 giugno 2019 ministro della salute del suo paese.

## Biografia
Nata ad Herning, nello Jutland Centrale, dai coniugi Jørgen Andreas Nørby, biologo ed insegnante, e Merete Nørby, architetto, è cresciuta nel villaggio di Nørre Nissum, nei pressi di Lemvig. Dopo aver studiato tra il 1985 e il 1995 a Nørre Nissum, ha frequentato il ginnasio di Lemvig per poi iscriversi all'Università di Copenaghen. Qui ha studiato storia dell'arte tra il 1998 e il 2005 e scienze sociali tra il 1999 e il 2001.

### Carriera politica
Si è iscritta al partito Venstre nel 1995, diventando nel 1999 vicepresidente della LYMEC, un'organizzazione internazionale che raccoglie principalmente le sezioni giovanili dell'ALDE, diventandone presidente tra il 2002 e il 2004.
Nel 2005 ha partecipato alle elezioni parlamentari del 2005, ottenendo il proprio seggio nel parlamento danese nel collegio della contea dello Jutland Meridionale. Rieletta nelle successive elezioni tra il 2007 e il 2019, è stata nominata Ministro dei bambini, dell'istruzione e dell'uguaglianza nel secondo governo Løkke Rasmussen nel 2015, venendo trasferita al Ministero della salute nel 2016 nel governo di coalizione.

## Vita privata
Ellen Trane Nørby è sposata e ha una figlia.